# 台鈴工業
台鈴工業股份有限公司創立於1974年，前身為臺隆工業，創立時與日本石橋機車合作生產石橋機車。1984年台隆集團與日本鈴木株式會社合作，另成立台鈴工業股份有限公司，負責在台速克達車系之生產與銷售。

## 歷史
- 1963年7月：台隆工業股份有限公司創立。
- 1964年7月：台隆工業與石橋機車合作：在台北縣新莊市（今新北市新莊區）設立新莊廠生產石橋機車。
- 1978年9月：台隆工業在桃園縣中壢市（今桃園市中壢區）設立中壢廠：生產女用機車。
- 1982年1月：台隆工業開始生產速克達機車。
- 1984年1月：台隆工業與鈴木自動車工業（今鈴木株式會社）技術合作：台隆工業將機車事業撥入台鈴工業，但仍以「石橋機車」為中文品牌。
- 1990年5月：台鈴工業整合台灣鈴木工業公司，在台灣獨家生產鈴木機車；同月，位於桃園縣平鎮市（今平鎮區）的台鈴工業平鎮廠開工。
- 1990年8月：台鈴工業新莊廠與中壢廠合併至平鎮廠。
- 1990年9月：台鈴工業重建平鎮廠。
- 1995年8月：星艦125上市。
- 1996年5月：台鈴工業實施「廠辦合一」。
- 1997年 7月：取得經濟部商品檢驗局ISO 9002認證。
- 1997年 9月：Let's 50上市。
- 1998年 4月：星艦100上市。
- 1998年10月：成立Y2K危機處理小組。
- 1999年 4月：Swing125上市。
- 1999年 9月：外銷車RM80量產。
- 2000年 4月：LT80沙灘車導入國內販賣。
- 2000年 9月：外銷車JR80量產。
- 2000年10月：霹靂星艦上市。
- 2000年11月：ISO 9002系統之DNV國際認證之證書取得資格。
- 2001年 2月：UE125 / 150 取得歐規認證：開始外銷歐洲。
- 2001年 4月：外銷車LT50 量產。
- 2001年12月：X星艦125上市。
- 2002年 1月：X星艦噴射版上市。
- 2002年12月：HAYABUSA上市。
- 2003年 1月：SKYWAVE 250上市。
- 2003年 9月：晶鑽125上市。
- 2004年 4月：晶鑽100上市。
- 2004年11月：黃教漳 副董事長 上任。
- 2004年 9月：Grass Tracker250上市。
- 2004年11月：ChoiNori 50上市。
- 2005年 5月：DAO 100小刀上市。
- 2005年 9月：XR125上市。
- 2005年10月：ChoiNori Hello Kitty限量精裝車上市。
- 2006年 2月：Address125回銷日本。
- 2006年 8月：Address125上市。
- 2006年11月：GSR125上市。
- 2006年12月：GSR125外銷韓國、澳門、香港。
- 2007年 5月：XZR125 / XZR100上市。
- 2008年 3月：Address Z125上市。
- 2009年 1月：NEX 125上市。
- 2009年 3月：黃教漳 董事長 就任。
- 2010年10月：TEKKEN 125上市。
- 2011年 8月：MUSIC 125上市。
- 2014年 6月：黃教信 董事長 上任。
- 2016年 7月：ADDRESS 110上市。
- 2016年 9月：NEW NEX 上市。
- 2017年 6月：GSX-R/S 150 上市。
- 2017年 7月: 台北國際重車展，與日本商借MOTOGP廠車，轟動全場。
- 2018年 3月: Swish125發表上市
- 2018年 5月: 總經理人事異動
- 2019年10月: 台鈴工業與GOGORO合作生產換電式電動車(自創品牌eReady)新聞連結 （页面存档备份，存于）
- 2020年 2月: 歐風高階油車Saluto 125 上市
- 2020年 8月: 第一台電動車eReady Fun上市
- 2021年 3月: 電動車eReady Run上市
- 2021年 6月: Gixxer 250 / 250 SF 上市
- 2023年 3月: 入門復古車 SUI 125 上市
- 2023年 4月: 運動雙缸街車 GSX-8S 上市
- 2023年 7月: V-STROM 250 SX 上市
- 2024年 3月: GSX-8R、V-STROM 800 上市
- 2024年 6月: 黃教漳 董事長 就任
- 2025年 4月: 鈴木豐 執行副總 上任

## 進口大型重型機車產品
1. V-Strom 650 ABS
2. GLADIUS 650 ABS
3. SV 650 ABS
4. BOULEVARD M109R
5. BURGMAN AN650 ABS
6. GSX-S1000 ABS
7. GSX-S1000F ABS
8. V-Strom 1000 ABS
9. BURGMAN AN400 ABS
10. V-Strom 650XT ABS 2017
11. GSX-1300R Hayabusa
12. GSX-R1000R
13. GSX-R1000
14. GSX-S750
15. V-Strom 1050 ABS

## 進口普通重型機車產品
- 125cc以下速克達：
  1. Address 110
- 125cc以下檔車：
  1. RG50E
  2. RG80E
  3. RG125E
- 126cc~250cc速克達：
  1. Burgman 200
  2. Skywave 250
- 126cc~250cc檔車：
  1. GSX-R150 ABS
  2. GSX-S150 ABS
  3. GSX150 BANDIT
  4. Gixxer 250
  5. Gixxer SF 250

## 國產普通重型機車產品
- 125cc以下速克達：
  1. SUI 125
  2. Saluto 125
  3. NEX 125
  4. Swish 125
  5. Sepia 100 斜板 / 可動
  6. 贏家 100
  7. 百戰贏家 100
  8. 金贏家 Dream 100
  9. 快樂星艦 100 斜板 / 可動
  10. 水噹噹 Swing 100 可動
  11. Dao 100
  12. XZR 100
  13. 晶鑽 Solight 100
  14. 贏將 Topgun 125 斜板 / 可動
  15. 幻象星艦/遨遊星艦/霹靂星艦 125
  16. X星艦 125
  17. 銀河星艦/GSR/GSR NEX 125
  18. 水噹噹 Swing 125 斜板 / 可動
  19. XR/XRV/XZR 125
  20. 晶鑽 Solight 125
  21. Tekken 125
  22. Address V125G
  23. Address V125SS
  24. Address Z 125
  25. Music 125
  26. Swish 125
  27. Saluto 125
- 125cc以下檔車：
  1. 愛神90
  2. 清雲100
  3. RG50Γ
  4. RG125Γ
  5. 羚羊100ss
  6. 新金鷹110
  7. 帥BS125ss
  8. 雄獅BS125
  9. 名劍GS125
  10. 戰馬GS125R
- 126cc~250cc速克達：
  1. 極速星艦/飛翔星艦/霹靂星艦 150
  2. 銀河星艦GSR 150
  3. X星艦 150
- 126cc~250cc檔車：
  1. 雄獅BS135
  2. 雄獅BS150
  3. 名劍GS150
  4. 戰馬GS150R
  5. TU250
- 電動車EV電動車：
  1. eReady Fun
  2. eReady Run

## 進口輕型機車產品
1. Choi-Nori 50
2. 新貴 50
3. Let's 50 斜板 / 可動
4. Sepia 50 斜板 / 可動

## 外部連結
- Suzuki 台鈴機車 （页面存档备份，存于）
- 台鈴工業的Facebook專頁
- 台鈴智慧電車 （页面存档备份，存于）
- 台鈴智慧電車Facebook